# دانشگاه بین‌المللی اوراسیا
دانشگاه بین‌المللی اوراسیا (انگلیسی: Eurasia International University) یک مؤسسه آموزش عالی خصوصی و معتبر در ارمنستان می‌باشد که در سال ۱۹۹۶ بنیانگذاری شده‌است و مقر آن در شهر ایروان می‌باشد. دانشگاه بین‌المللی اوراسیا مدل آموزشی خود را طوری تبدیل نموده‌ است که به‌طور کامل با استاندارهای آموزش عالی اروپایی و توافقنامه بولونیا سازگاری دارد. این دانشگاه کسب مدرک تحصیلی کاردانی و کارشناسی در رشته‌های حقوق، مدیریت و زبان‌های خارجی فراهم شده‌ است.